# Güzelköy, Doğanşehir
Güzelköy là một xã thuộc huyện Doğanşehir, tỉnh Malatya, Thổ Nhĩ Kỳ. Dân số thời điểm năm 2011 là 275 người.